# 唐山市
唐山市（とうざん-し/タンシャン-し、拼音: Tángshān）は、中華人民共和国河北省に位置する地級市。
栗などの果樹生産が盛んなほか、古くから陶磁器生産を行い、中国の近代産業の発祥の地の一つとなって以来100年以上の歴史を持つ鉱工業都市・港湾都市である。1976年の唐山地震では壊滅的な被害を出しているが、その後の復興および改革開放政策の下に中国における重要な産業・港湾都市となっている。

## 地理
唐山市は環渤海の中心に位置し、南は渤海湾に面して北京と共同で建設した京唐港と、水深25メートル以上の深水港である唐山曹妃甸港を擁し、海岸線の長さ196.5キロメートルを有する沿海都市である。北は燕山山脈にあり四季毎に見事な景観を呈する万里の長城により区切られて承徳市と接し、東は港湾都市である秦皇島市、西は天津市から100キロメートル、北京市から150キロメートルに位置し、人口4000万人を有す環渤海経済圏を形成する中心的な都市の一つである。
地理的範囲は南北160キロメートル、東西120キロメートルに及び、面積は13,472平方キロメートルであり、これは紀伊半島に相当する面積である。秦皇島市との間には灤河（らんが）が流れる。
唐山市は河北省最大の重工業都市であり、中国近代工業発祥の地の一つで、中国における機械化炭田、広軌鉄道敷設、蒸気機関車製造、セメント製造、近代製陶業の発祥地であり「中国近代工業の揺籃地」および「北方の陶都」と称されている。

## 歴史

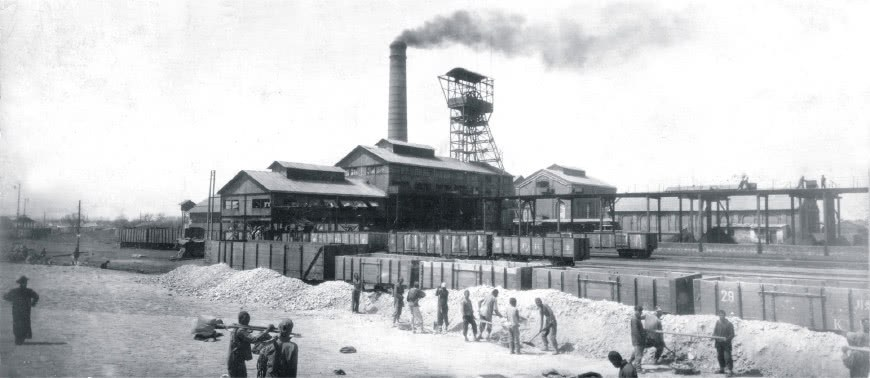
開平鉱務局の唐山炭鉱

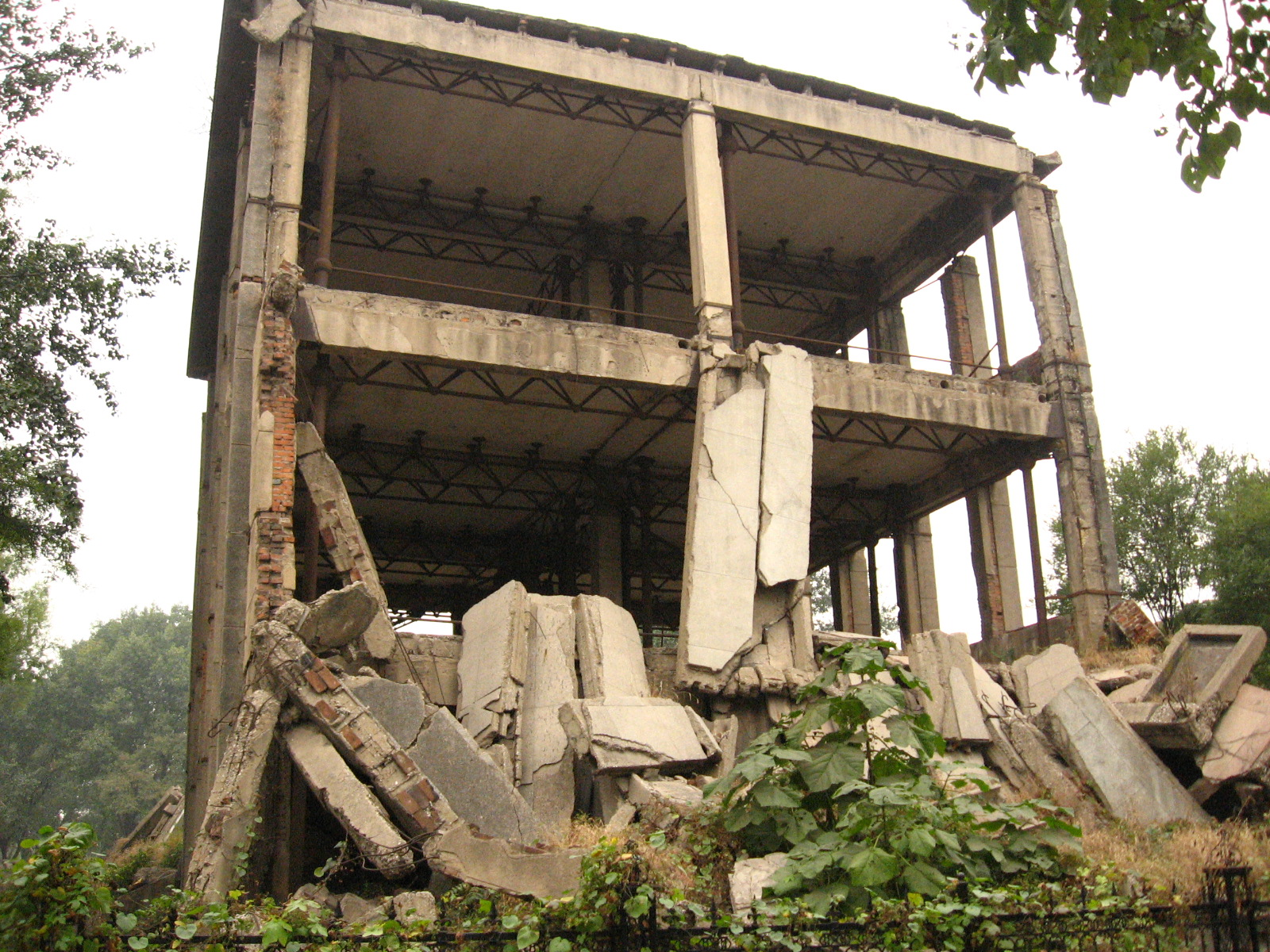
唐山地震の震災遺構（華北理工大学内）

唐山市の地域には4万年前から人類が棲息していた遺跡があり、殷周時代は北方の侯国孤竹国（弧竹国）の首府であり、この国の王子たちで周の文王への義に殉じた伯夷・叔斉の兄弟の逸話は有名である。戦国時代には燕国の領土となり、漢時代には幽州となり、南北朝時代には右北平郡や遼西郡に編入された。隋・唐の時代には高句麗への前哨基地や遠征基地となっている。明の時代には、すでに鉄鉱石の精錬、石炭の採掘、陶磁器生産の中心地として今日の基礎を築いていた。清時代には直隷省永平府と遵化直隷州となっていた。
1876年、洋務運動を進めていた清朝政府は、開平鎮（現在の開平区）に半官半民の企業（官督商弁企業）である「開平鉱務局」を置いて炭鉱を開き、そのための都市として喬屯鎮を置いた。さらに1881年には中国が自力で建設した最初の標準軌鉄道である唐胥鉄道（開平－胥各荘、現在の豊南区）を敷設し、これは後に延伸され津楡鉄道（天津－臨楡）へとなった。また中国最初の蒸気機関車工場、セメント工場、衛生陶器工場なども開設され中国の近代産業の発祥の地となった。1899年には喬屯鎮は街の北側にある唐山（今は公園になっている大城山の旧称）にちなんで唐山鎮と改称し灤州（らんしゅう、現在の灤州市）の管轄下になり、1938年に市制施行され唐山市となった。1948年12月に中国共産党軍に占領され、1960年には周囲を合併して省轄市に再編された。
1976年7月28日、唐山はマグニチュード7.8の直下型地震である唐山地震に襲われた。唐山市にはそれまで大地震発生の記録がなく建築物は簡単なレンガ造りが主流であったことから、市内だけでなく周囲の建築物も壊滅的な被害を受けた。市内で14万8,000人、全体で24万人(公式の発表数)という史上最大の犠牲者を出す大惨事となった（実際の死者数はこの2〜3倍とみられ、75万人とも言われている）。鉱山があるため廃墟を放棄して完全移転することはできず、そのため市域を広げ隣接する場所に被災者のための団地や移転してきた工場などからなる新市街を建設し、その後旧市街の再建に取り掛かった。再建された旧市街中心部には抗震記念碑や抗震記念館が建っている。
1990年代に入り唐山市高新技術開発区が建設された。2007年にはパナソニック・神戸製鋼所・アイシンなどが進出する唐山現代装備製造工業区が設立され、その後も住友重機械・住友建機・ソミック石川・ニッピコラーゲンなどの日本企業が進出している。

## 行政区画
7市轄区・3県級市・4県を管轄する。
- 市轄区：
  - 路北区・路南区・古冶区・開平区・豊南区・豊潤区・曹妃甸区
- 県級市：
  - 遵化市・遷安市・灤州市
- 県：
  - 灤南県・楽亭県・遷西県・玉田県

| 唐山市の地図 |
| --- |
| 路南区 路北区 古冶区 開平区 豊南区 豊潤区 曹妃甸区 灤南県 楽亭県 遷西県 玉田県 遵化市 遷安市 灤州市 漢沽 · 管理区 芦台経済 · 開発区 |

### 年表
この節の出典

#### 唐山市(第1次)
- 1949年10月1日 - 中華人民共和国河北省唐山市が発足。一区から十二区までの区が成立。(12区)
- 1950年5月22日 (7区)
  - 一区・五区が合併し、一区が発足。
  - 十一区・十二区が合併し、五区が発足。
  - 七区・八区・九区・十区が合併し、七区が発足。
- 1950年11月 - 唐山専区豊南県の一部が六区に編入。(7区)
- 1951年3月13日 - 唐山専区豊潤県・灤県の各一部が合併し、八区が発足。(8区)
- 1952年3月7日 (8区)
  - 唐山専区豊潤県・灤県の各一部が八区に編入。
  - 唐山専区豊南県の一部が六区に編入。
- 1952年5月 (8区)
  - 三区の一部が二区・六区に分割編入。
  - 二区・六区の各一部が三区に編入。
- 1952年6月17日 - 唐山専区灤県・豊潤県の各一部が八区に編入。(8区)
- 1952年7月 (10区)
  - 六区の一部が分立し、九区が発足。
  - 八区の一部が分立し、十区が発足。
- 1955年3月25日 (6区)
  - 一区・四区が合併し、路北区が発足。
  - 二区・六区が合併し、路南区が発足。
  - 三区・八区が合併し、碑子院区が発足。
  - 九区・十区が合併し、窪里区が発足。
  - 五区が缸窯区に、七区が東鉱区にそれぞれ改称。
  - 碑子院区の一部(歓套郷・東八里郷)が窪里区に編入。
  - 窪里区の一部(李各荘郷・鄭荘子郷・安各荘郷)が碑子院区に編入。
- 1956年10月8日 (3区)
  - 路南区・路北区が合併し、市区が発足。
  - 碑子院区・窪里区が合併し、郊区が発足。
  - 缸窯区が市区・郊区に分割編入。
- 1958年4月28日 - 唐山市が唐山専区に編入。

#### 唐山専区（1949年-1960年）

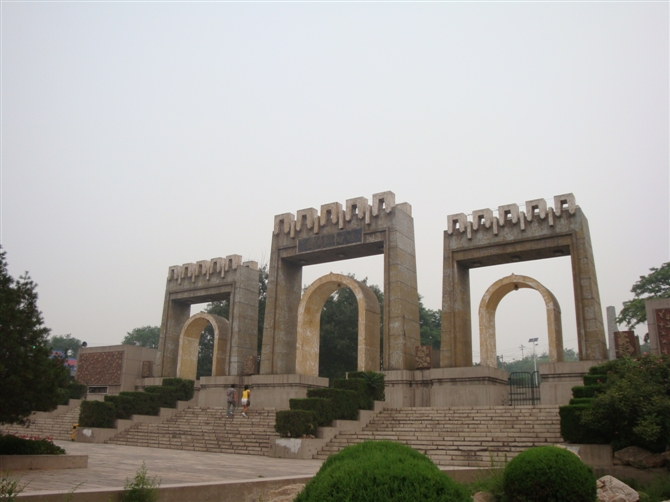
大城山公園

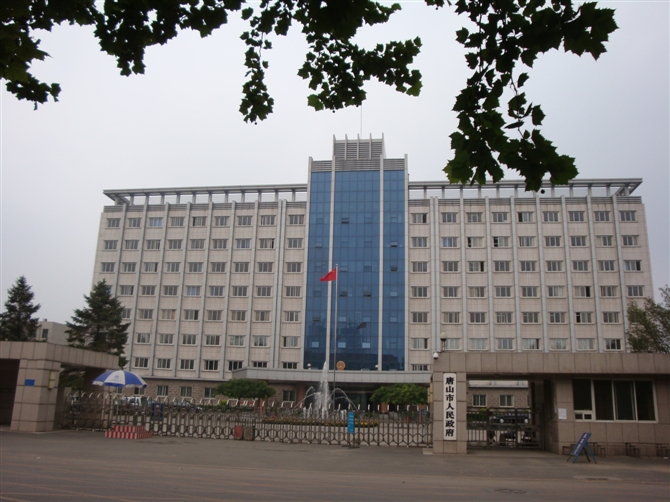
唐山市人民政府

- 1949年10月1日 - 中華人民共和国河北省唐山専区が成立。昌黎県・豊潤県・豊南県・灤南県・楽亭県・臨楡県・撫寧県・盧竜県・遷安県・遷西県・遵化県・玉田県・灤県が発足。(13県)
- 1949年10月 - 玉田県の一部が通県専区薊県に編入。(13県)
- 1949年11月15日 - 昌黎県の一部が楽亭県に編入。(13県)
- 1950年1月25日 - 臨楡県の一部が分立し、秦皇島市郊区となる。(13県)
- 1950年9月 - 通県専区薊県の一部が玉田県に編入。(13県)
- 1950年11月 - 豊南県の一部が唐山市六区に編入。(13県)
- 1951年3月13日 - 豊潤県・灤県の各一部が合併し、唐山市八区となる。(13県)
- 1952年3月7日 (13県)
  - 豊潤県・灤県の各一部が唐山市八区に編入。
  - 豊南県の一部が唐山市六区に編入。
- 1952年6月17日 - 灤県・豊潤県の各一部が唐山市八区に編入。(13県)
- 1952年11月7日 - 遼西省山海関市を編入。山海関市が県級市に降格。(1市13県)
- 1953年1月2日 - 山海関市が秦皇島市に編入。(13県)
- 1953年2月10日 - 臨楡県・撫寧県の各一部が秦皇島市海浜区に編入。(13県)
- 1953年6月6日 - 撫寧県・遷安県の各一部が盧竜県に編入。(13県)
- 1953年7月11日 (13県)
  - 盧竜県の一部が昌黎県に編入。
  - 遷安県の一部が灤県に編入。
- 1954年4月24日 (10県)
  - 豊南県が豊潤県・灤県に分割編入。
  - 灤南県が灤県に編入。
  - 臨楡県が撫寧県、秦皇島市山海関区・北戴河区・二区に分割編入。
- 1954年7月19日 - 撫寧県の一部が秦皇島市北戴河区に編入。(10県)
- 1954年8月10日 - 撫寧県の一部が秦皇島市北戴河区・二区・山海関区に分割編入。(10県)
- 1955年1月29日 - 豊潤県の一部が灤県に編入。(10県)
- 1956年6月12日 - 撫寧県の一部が盧竜県に編入。(10県)
- 1956年7月4日 - 玉田県の一部が豊潤県に編入。(10県)
- 1957年4月2日 - 承徳専区青竜県の一部が盧竜県に編入。(10県)
- 1957年6月4日 - 灤県の一部が豊潤県に編入。(10県)
- 1958年4月28日 - 唐山市、秦皇島市、通県専区平谷県・薊県・三河県・香河県・大廠回族自治県、天津専区寧河県・宝坻県を編入。唐山市・秦皇島市が県級市に降格。(2市16県1自治県)
- 1958年6月6日 - 寧河県の一部が天津市東郊区に編入。(2市16県1自治県)
- 1958年9月23日 - 灤県の一部が唐山市に編入。(2市16県1自治県)
- 1958年9月29日 - 寧河県の一部が天津市塘沽区に編入。(2市16県1自治県)
- 1958年10月20日 - 平谷県が北京市に編入。(2市15県1自治県)
- 1958年10月 - 薊県の一部が北京市平谷県に編入。(2市15県1自治県)
- 1958年11月29日 - 遷西県の一部が遵化県に編入。(2市15県1自治県)
- 1958年12月20日 (2市7県)
  - 三河県・大廠回族自治県が薊県に編入。
  - 寧河県が玉田県、天津市漢沽区に分割編入。
  - 豊潤県が唐山市・玉田県・楽亭県に分割編入。
  - 灤県が唐山市・楽亭県に分割編入。
  - 遷西県が遷安県・遵化県に分割編入。
  - 盧竜県が昌黎県・遷安県に分割編入。
  - 撫寧県が秦皇島市・昌黎県に分割編入。
  - 香河県が宝坻県、天津専区武清県に分割編入。
- 1960年4月2日
  - 唐山市が地級市の唐山市に昇格。
  - 秦皇島市・遷安県・昌黎県・楽亭県・宝坻県・玉田県・薊県・遵化県が唐山市に編入。

#### 唐山市(第2次)
- 1960年4月2日 - 唐山専区唐山市が地級市の唐山市に昇格。市区・東鉱区・郊区・柏各荘区・灤県・豊潤県が成立。(4区1市9県)
  - 唐山専区秦皇島市・遷安県・昌黎県・楽亭県・宝坻県・玉田県・薊県・遵化県を編入。
- 1960年4月21日 (5区1市7県)
  - 薊県の一部が玉田県に編入。
  - 宝坻県・薊県が天津市に編入。
  - 天津市漢沽区を編入。
  - 天津市宝坻県の一部が漢沽区に編入。
- 1960年5月10日 (4区1市7県)
  - 郊区が市区・東鉱区に分割編入。
  - 豊潤県・楽亭県の各一部が柏各荘区に編入。
- 1960年5月26日 - 漢沽区が市制施行し、漢沽市となる。(3区2市7県)
- 1961年5月23日 - 唐山市が唐山専区に降格。

#### 唐山地区（1961年-1983年）
- 1961年5月23日 - 唐山市が唐山専区に降格。(3市7県)
  - 市区・東鉱区・柏各荘区が合併し、県級市の唐山市が発足。
- 1961年6月10日 - 漢沽市の一部が豊潤県に編入。(3市7県)
- 1961年6月19日 - 灤県の一部が唐山市に編入。(3市7県)
- 1961年7月9日 (3市12県)
  - 秦皇島市・昌黎県の各一部が合併し、撫寧県が発足。
  - 昌黎県の一部が分立し、盧竜県が発足。
  - 遷安県・遵化県の各一部が合併し、遷西県が発足。
  - 漢沽市の一部が分立し、寧河県が発足。
  - 唐山市・豊潤県・楽亭県の各一部が合併し、豊南県が発足。
  - 唐山市の一部が灤県に編入。
- 1961年7月10日 - 玉田県の一部が豊潤県に編入。(3市12県)
- 1961年10月7日 - 寧河県の一部が漢沽市に編入。(3市12県)
- 1962年8月1日 (3市11県)
  - 寧河県の一部が天津専区宝坻県に編入。
  - 玉田県の一部が天津専区薊県に編入。
  - 寧河県が天津専区に編入。
- 1962年10月20日 (2市12県)
  - 灤県・楽亭県・豊南県の各一部が合併し、灤南県が発足。
  - 漢沽市が天津市に編入。
- 1964年5月30日 - 灤県の一部が唐山市に編入。(2市12県)
- 1964年12月21日 - 唐山市の一部が豊潤県・豊南県に分割編入。(2市12県)
- 1966年8月 - 灤県の一部が唐山市に編入。(2市12県)
- 1968年1月 - 唐山専区が唐山地区に改称。(2市12県)
- 1978年3月11日 - 唐山市が地級市の唐山市に昇格。(1市12県)
- 1978年12月30日 (1市12県)
  - 豊潤県の一部が唐山市郊区・路北区に分割編入。
  - 灤県の一部が唐山市開灤工農新区に編入。
- 1979年5月15日 - 遵化県の一部が天津市薊県に編入。(1市12県)
- 1982年9月22日 - 灤南県・豊南県の各一部(柏各荘墾区)が合併し、唐海県が発足。(1市13県)
- 1983年3月3日
  - 秦皇島市が地級市の秦皇島市に昇格。
  - 豊潤県・豊南県・灤県・灤南県・玉田県・遵化県・遷西県・遷安県・唐海県が唐山市に編入。
  - 撫寧県・昌黎県・盧竜県・楽亭県が秦皇島市に編入。

#### 唐山市(第3次)
- 1978年3月11日 - 唐山地区唐山市が地級市の唐山市に昇格。路南区・路北区・郊区・東鉱区が成立。(4区)
- 1978年9月23日 - 郊区・東鉱区の各一部が合併し、開灤工農新区が発足。(5区)
- 1978年12月30日 (5区)
  - 唐山地区豊潤県の一部が郊区・路北区に分割編入。
  - 唐山地区灤県の一部が開灤工農新区に編入。
- 1979年3月20日 - 廊坊地区安次県の一部(芦台農場・漢沽農場)が路南区に編入。(5区)
- 1979年3月30日 - 郊区の一部が東鉱区に編入。(5区)
- 1979年5月4日 - 郊区の一部が開灤工農新区に編入。(5区)
- 1980年2月4日 - 開灤工農新区が郊区・東鉱区に分割編入。(4区)
- 1980年8月27日 - 郊区の一部が分立し、新区が発足。(5区)
- 1981年2月20日 - 路北区の一部が路南区に編入。(5区)
- 1981年4月17日 - 郊区の一部が路北区に編入。(5区)
- 1982年3月17日 - 郊区が開平区に改称。(5区)
- 1983年3月3日 - 唐山地区豊潤県・豊南県・灤県・灤南県・玉田県・遵化県・遷西県・遷安県・唐海県を編入。(5区9県)
- 1983年5月5日 - 秦皇島市楽亭県を編入。(5区10県)
- 1984年7月12日 - 路北区・豊南県・灤県の各一部が路南区に編入。(5区10県)
- 1992年2月17日 - 遵化県が市制施行し、遵化市となる。(5区1市9県)
- 1992年11月16日 (5区1市9県)
  - 開平区の一部が路北区・路南区に分割編入。
  - 路北区の一部が開平区・路南区に分割編入。
- 1992年11月30日 - 路南区の一部が開平区に編入。(5区1市9県)
- 1994年4月5日 - 豊南県が市制施行し、豊南市となる。(5区2市8県)
- 1995年1月11日 - 東鉱区が古冶区に改称。(5区2市8県)
- 1996年10月10日 - 遷安県が市制施行し、遷安市となる。(5区3市7県)
- 2002年2月1日 (6区2市6県)
  - 豊南市が区制施行し、豊南区となる。
  - 豊潤県・新区が合併し、豊潤区が発足。
- 2012年7月11日 - 唐海県および豊南区の一部が合併し、曹妃甸区が発足。(7区2市5県)
- 2014年9月9日 - 豊南区の一部が路南区に編入。(7区2市5県)
- 2018年9月26日 - 灤県が市制施行し、灤州市となる。(7区3市4県)

## 経済

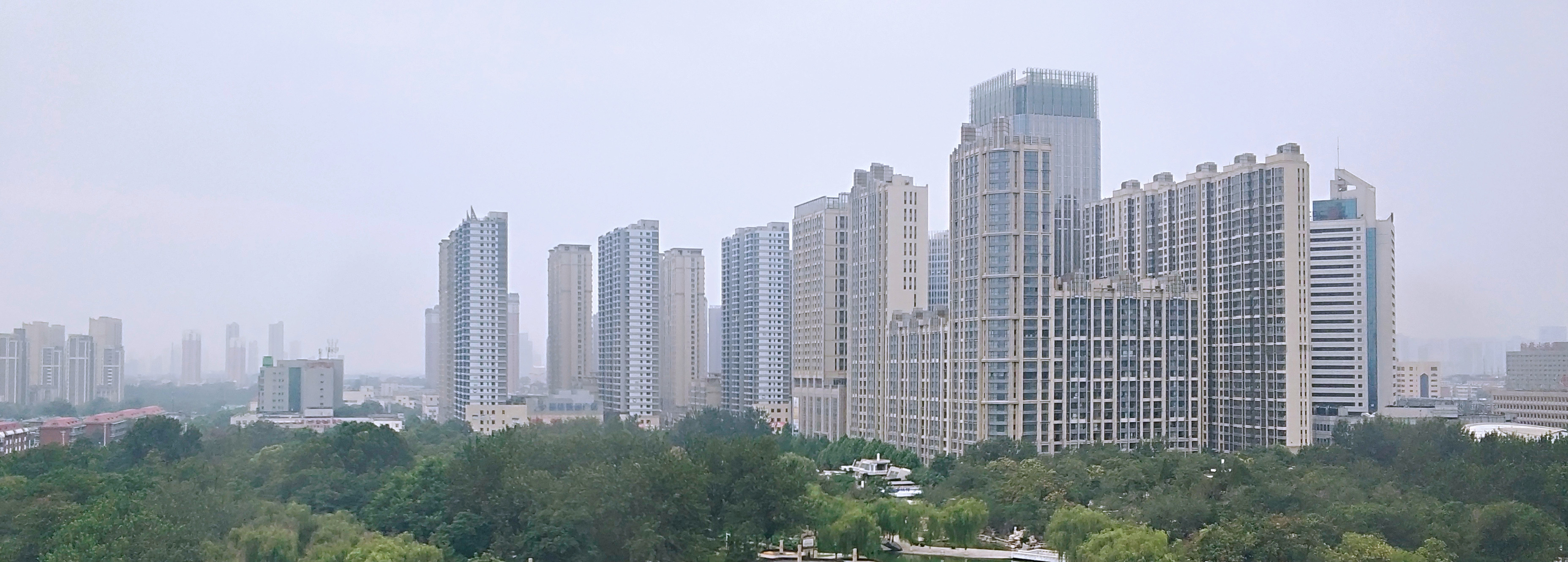
唐山市街地のスカイライン

唐山市は中国の重化学工業都市の一つであり、2008年のGDPは3,560億人民元であった。これは中国の661都市の中では第20位となっている。そのうち二次産業は57.4％を占め、大連市の二次産業規模を上回っている。主要な産業は製鉄業、石炭採掘、電力・ガスなどのエネルギー産業、石油採掘、機械工業、化学工業、食品産業、電子電器工業、建材工業、陶磁器工業、紡績工業などである。唐山市の一次産業は全GDPの10.3％を占め、三次産業は32.3％であり急速にその比率を高めている。

### 農業
内陸部では水稲栽培が盛んであり、「蘆台米」というブランド名で中国国内で広く販売されている。更に内陸部となると畑作が中心となり冬から初夏にかけての小麦、夏から秋にかけてはトウモロコシを中心に栽培されている。それ以外にもタマネギ・落花生・白菜・葡萄・桃などが栽培され、特に平原から丘陵地帯になっている北部では、栗・さんざし・梨・林檎・胡桃・なつめなど各種の果実が栽培されている。発達した農業により「京東の食糧庫」と称される（京東とは北京東部の唐山市一帯を示す呼称）。葡萄は果実として出荷させるだけでなく、ワイン醸造に用いられ、またトウモロコシは牛や豚の飼料となっている。
特に栗の産出量は多く日本や韓国などに輸出され、日本で知られている「天津甘栗」はそのほとんどが唐山産である。最近は有機栽培が取り入れられ、また皮を剥いた食べやすい栗に加工され輸出されている。

### 漁業
市南部の渤海湾に面した総延長190キロメートル以上の海岸には8.3億平方メートルもの広大な干潟が広がり、深さ20メートル以下の浅海も26.7億平方メートルに及ぶ。この地域は重要な漁場となっている。またヒラメを初めとしてエビ・カニ・フグなどを養殖する1.3億平方メートル近い養殖場が設置されその一部は日本などへ輸出されている。

### 鉱業

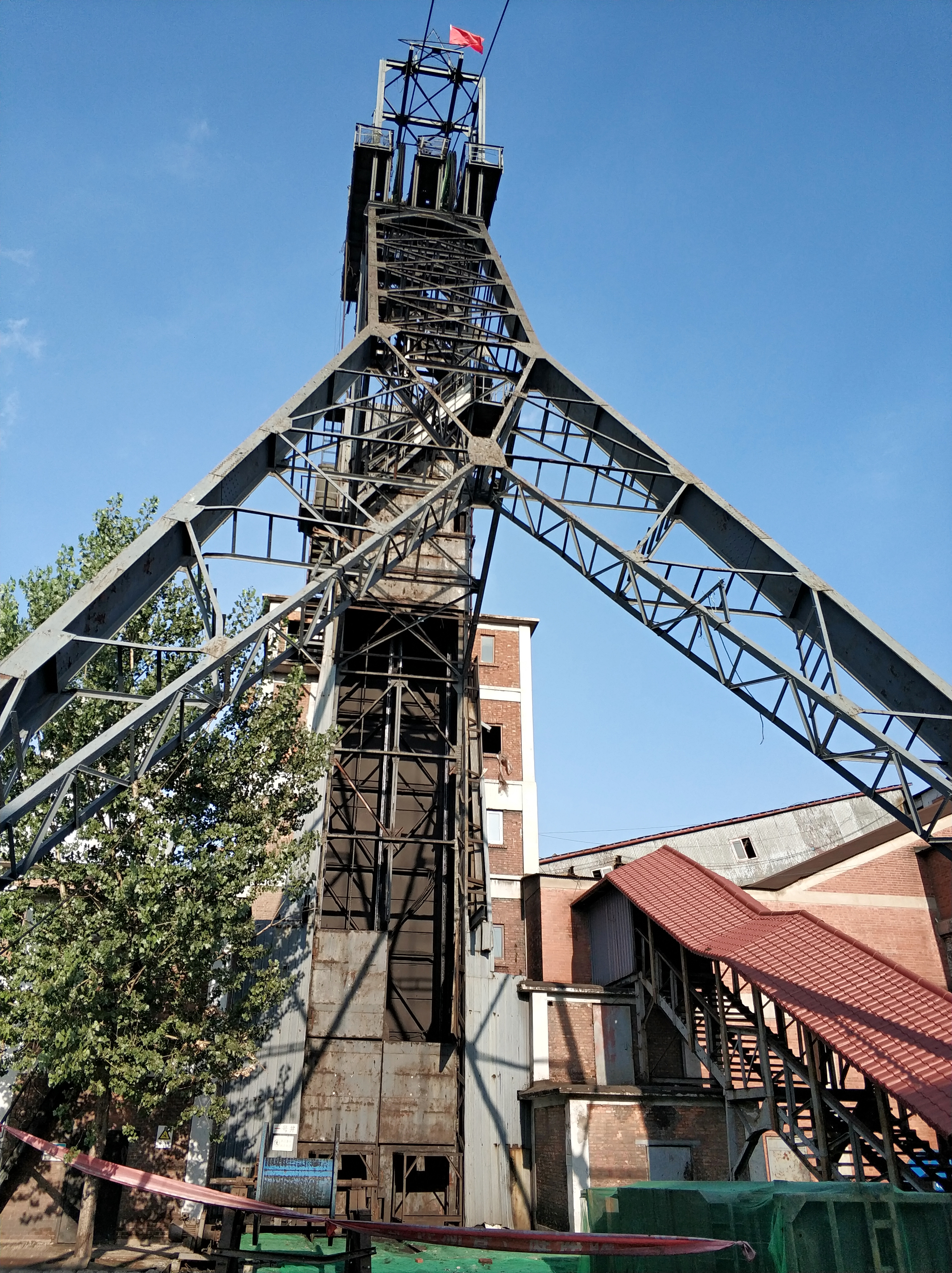
開灤(かいらん/カイロワン)炭鉱の一号井のやぐら

市内中部の平原および北部の丘陵地帯から山岳地帯にかけて47種類の大量の鉱物資源の埋蔵が確認されている。特に石炭の埋蔵量は54億トンで中国の主要な石炭の産出地であり、鉄鉱石は45億トン埋蔵されており鞍山・攀枝花に次ぐ中国の三大鉱区の一つとされている。また清代から金の三大産出地の一つであり、現在確認されている埋蔵量は78トンである。マンガンは北部の山岳の下に層を成してあり、埋蔵量は21.4万トンである。その他、銀・銅・アルミ・モリブデン・錫・水銀などの金属鉱石を産する。非金属鉱産物は石灰石・白雲岩・石英砂岩・耐火粘土・ボーキサイト・砥石・柘榴石・石墨などである。
唐山市の石炭工業は中国最初の近代的炭鉱であり1878年7月24日に「開平鉱務局」として開業した「開灤（かいらん）炭鉱」をさきがけとする。市内の製鉄工場や発電所のほかｌ各地に石炭を供給している。採掘された原炭は選鉱された後に、京瀋線、通坨線、大秦線、坨港線による鉄道輸送や京瀋、唐津、唐港の各高速道路で秦皇島港、塘沽港、京唐港、曹妃甸港の石炭専用埠頭に輸送され、更に華東・華南、また海外へ輸出されている。
製鉄に使用される石炭はコークスに加工され、加工の際に発生する石炭ガスは家庭の暖房や工場の熱源として活用されている。また、また加工の際に生成されるコールタールは化学工業の貴重な原料として活用されている。

### 製鉄業
市内で生産される鉄鉱石と石炭・石灰・耐火煉瓦を利用した製鉄所が多数操業されている。1943年（民国32年）には中国初の高炉製鉄所である唐山鋼鉄（唐山鋼鉄集団（唐鋼）の前身）が創設され、近隣の製鉄所を傘下に置き中国有数の製鉄企業となった。唐鋼は2008年に、邯鄲鋼鉄集団と経営統合して河北鋼鉄集団を発足させている。加えて、北京オリンピックを契機に北京市最大級の大気汚染源である首鋼集団の製鉄所を唐山に移転させるため、唐鋼と首鋼は共同で首鋼京唐鋼鉄聯合という新会社を設立、唐山市内の曹妃甸に大規模な製鉄所を建設した（2008年操業開始）。2009年の速報値によると河北鋼鉄集団の生産量は3,900トンとなり、中国・上海の宝鋼集団を上回り中国最大の製鉄企業となった。
唐山市には唐鋼のほかに、建龍鋼鉄や国豊鋼鉄などの有力製鉄企業があり、唐山市全体では2008年に5,000万トンの鉄鋼を生産した。この生産量は河北省の鉄鋼生産の50%に相当し、全中国の鉄鋼の10%は唐山市で生産されていることになる。

### エネルギー産業
市内には石炭火力発電所と水力発電所がある。潘家口水力発電所、白竜山水力発電所、大黒汀水力発電所、黎河水力発電所、浜河発電所、汀東水力発電所、上関水力発電所、陡河火力発電所、銭営火力発電所、煤矸石火力発電所、大唐王灘火力発電所などが設置され、一部はアメリカの資本と技術で運営されている。
唐山市の発電能力は需要量を大幅に上回っており、電力不足傾向が続く中国においても安定した電力供給が行われている。
また、唐山市沿岸の渤海海底から陸地にかけて、埋蔵量16億トンを超える多くの石油や天然ガスが埋蔵されていることが2007年に発見され冀東南堡油田と命名、海底油田生産などが始まっている。

### 機械工業
唐山市の機械工業は清末の石炭の機械式採掘と鉄道の敷設および蒸気機関車の生産に始まり、現在は鉱業機械、建設機械、自動車関連、セメント製造など幅広い機械工業が市内に存在している。
中国最初の蒸気機関車を建造した列車工場は、現在は中国北車集団傘下の唐山軌道客車有限責任公司となっている。時速350キロで走行可能な中国最初の高速鉄道車両「和諧号」を生産し、この高速鉄道車輌は北京天津間で運行されている。北京上海間の高速鉄道（京滬高速鉄道）に使用される車輌もこの工場で生産中である。

### 化学工業
化学工業は市内塩田で生産される製塩業を初め、現在では中国最大の苛性ソーダ工場が南堡開発区で稼動している。またコークス加工の際に生成されるタールを原料とした化学工業も発達している。現在は化学工業原料、化学肥料、化学農薬、化学繊維、無機化工、有機化工、ゴム製品加工業が存在している。

### 陶磁器工業
唐山市は華南の「景徳鎮」とならぶ「北方の陶都」と称される。製陶業発祥の時期は不明であるが、明代には既に製陶業が存在し、清末には近代的な製陶業が発達している。現在は各種食器を初めトイレや風呂、洗面台などの衛生陶磁器は年1,800万個以上が生産されており、唐山市の衛生陶器生産量は中国一となっている。この他、工業理化磁器、美術磁器、磁器原料・耐火タイルなども生産されている。現在は年に一度「中国陶磁器博覧会」が市内で開催されている。

### 建材工業
唐山の建材工業には、セメント、セメント製品、窓枠、タイル、鋼材、壁材、保温材などがある。
1889年、中国最初のセメントが生産されて以来、豊富な石灰石と電力を背景にセメントの生産量は増加し、2009年度で3,000万トンを超え、2010年現在では110社のセメント生産企業が稼動している。
また製鉄業を支えるべく溶鉱炉スラグセメントなどの熟料セメントの生産が急速に拡大している。

## 教育

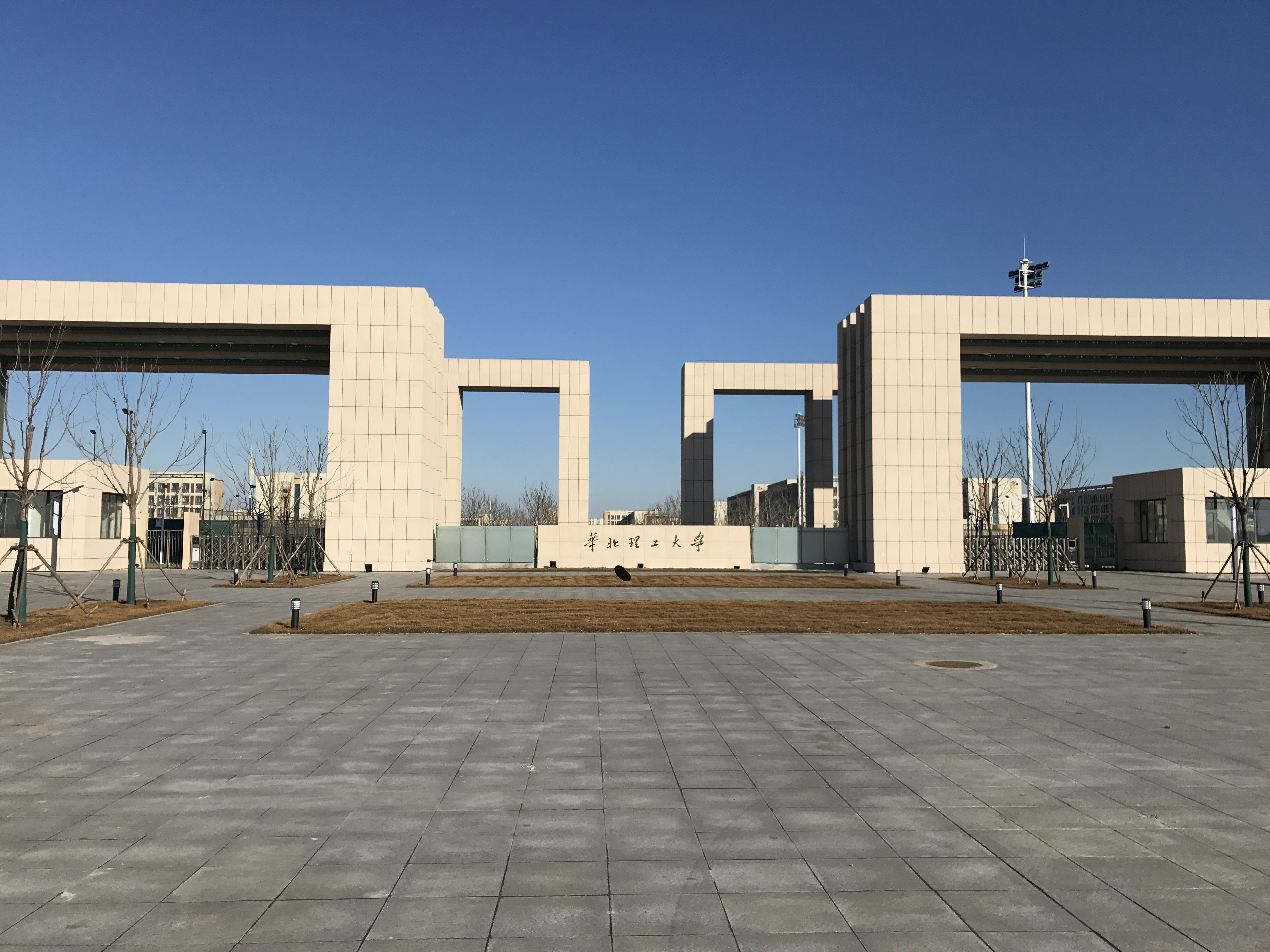
河北理工大学

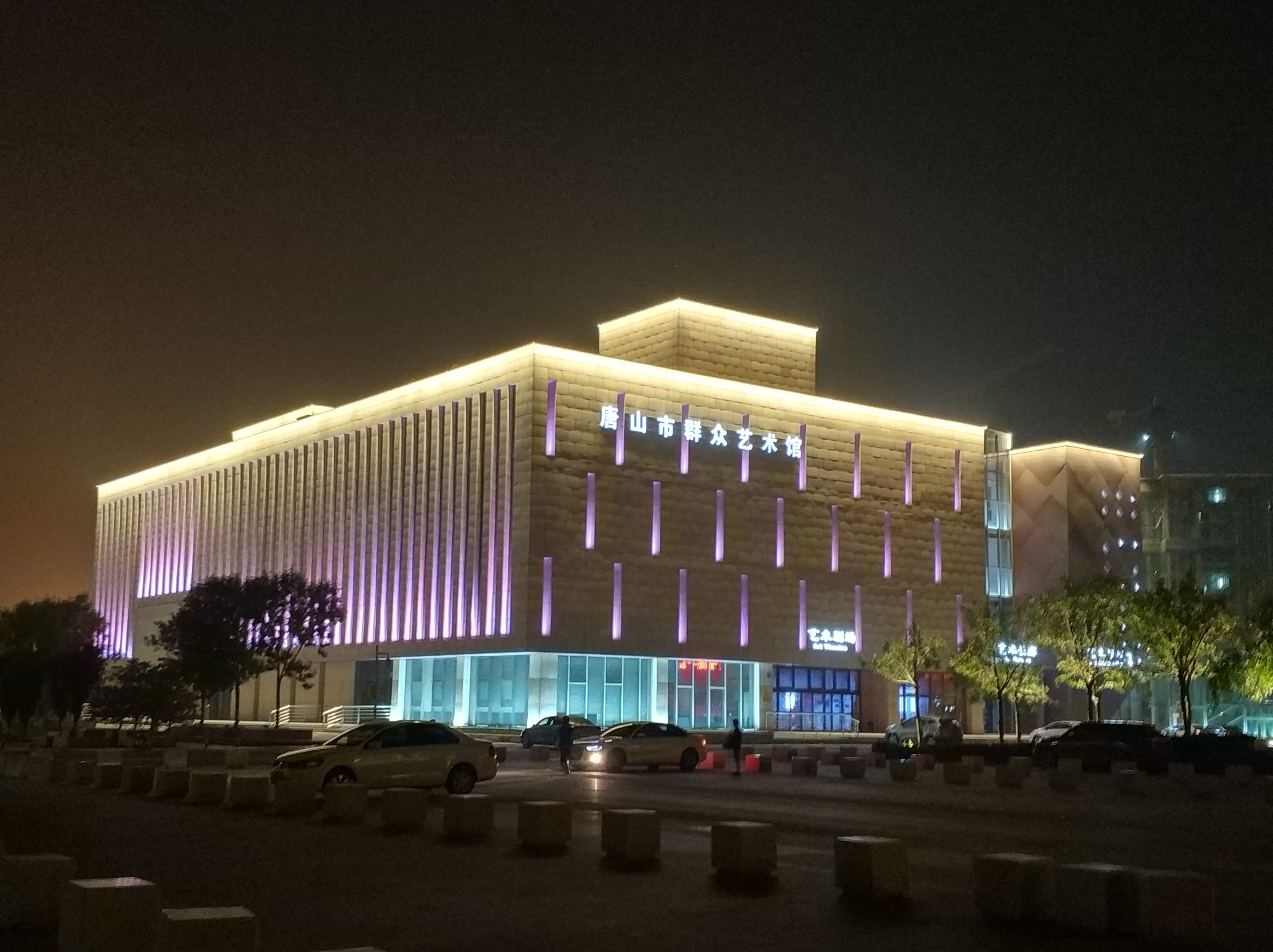
唐山市群衆芸術館

唐山市には、1895年に中国で最初に設立された近代大学を前身とする河北理工大学、中国国家石炭工業部が管轄する華北石炭医学院および唐山師範学院、唐山学院の四つの本科大学が存在し、それ以外に河北エネルギー職業技術学院、唐山科技職業技術学院、唐山職業技術学院、唐山工業職業技術学院、河北科学技術大学唐山分校の五つの職業技術学院が存在している。さらに唐山放送テレビ大学では通信教育を担当している。
それ以外の通信教育による成人教育も盛んで、清華大学や北京大学の通信教育を唐山市において受講することが可能である。中国国内の大学16校の通信教育を受託した教育機関は33箇所存在し、各大学から教授陣を招聘し、受託教育機関において遠距離教育を実施している。
1902年に創立された「唐山鉄道学院」は中国初の鉄道学校であり、多数の鉄道建設・運行管理の人材を輩出し、中国国内の他の鉄道学校は、この学校の分校から出発している。学院本部は1965年に四川省楽山市に移転し、西南交通大学に改名、華北地区では新たに北京交通大学が開設されている。
- 河北聯合大学
- 河北聯合大学軽工学院（河北聯合大学独立学院）
- 河北聯合大学冀唐学院（河北聯合大学独立学院）
- 河北聯合大学遷安学院（非独立学院）
- 唐山学院
- 唐山師範学院
- 西南交通大学唐山研究院

### 職業技術大学教育
- 河北エネルギー職業技術学院
- 唐山科技職業技術学院
- 唐山職業技術学院
- 唐山工業職業技術学院
- 河北科学技術大学唐山分校
- 唐山放送テレビ大学

### 職業技能訓練専門教育
- 唐山労働高級技工学校

### その他
- 河北唐山外国語学校

## 交通

### 鉄道

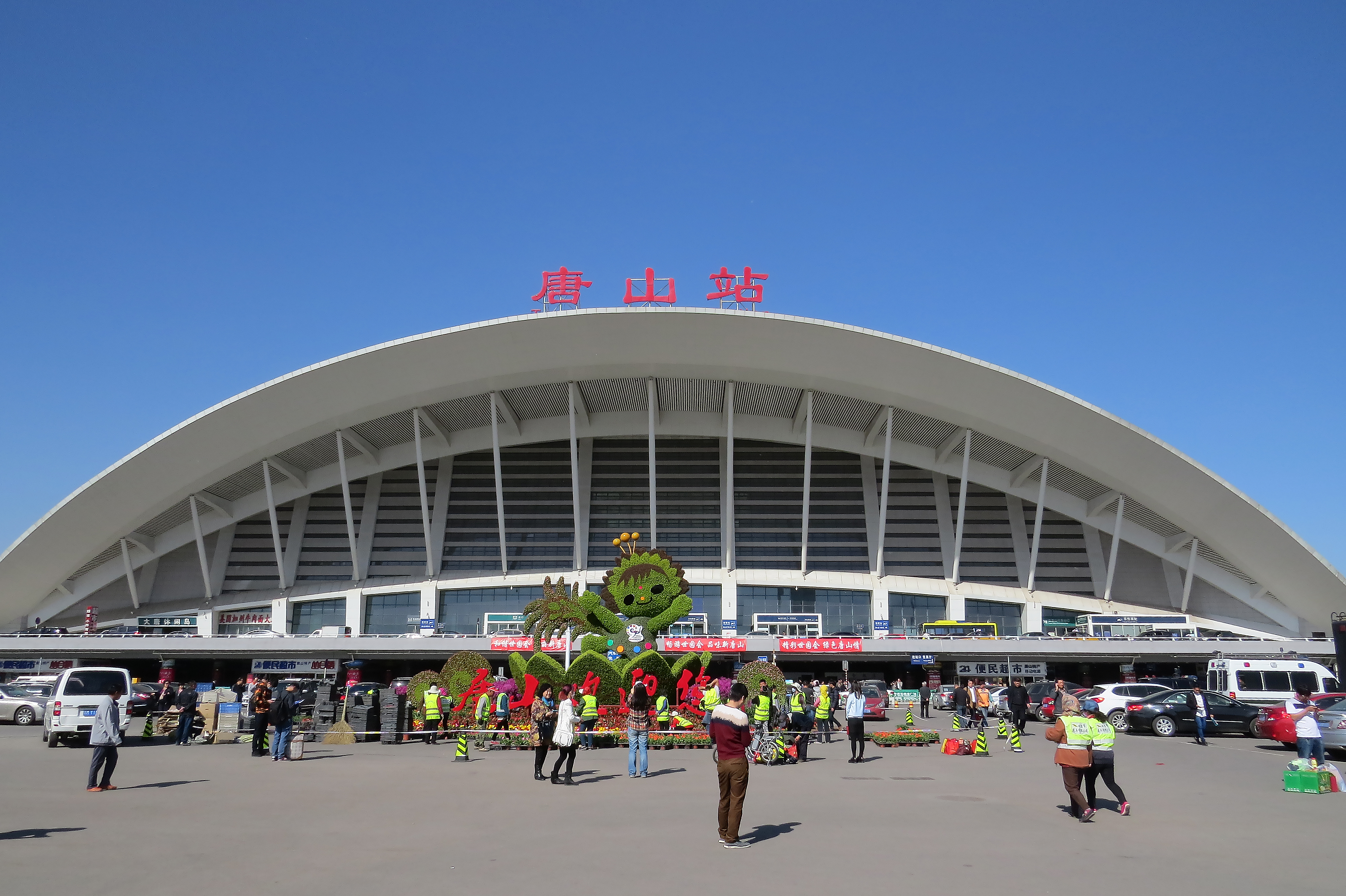
唐山駅

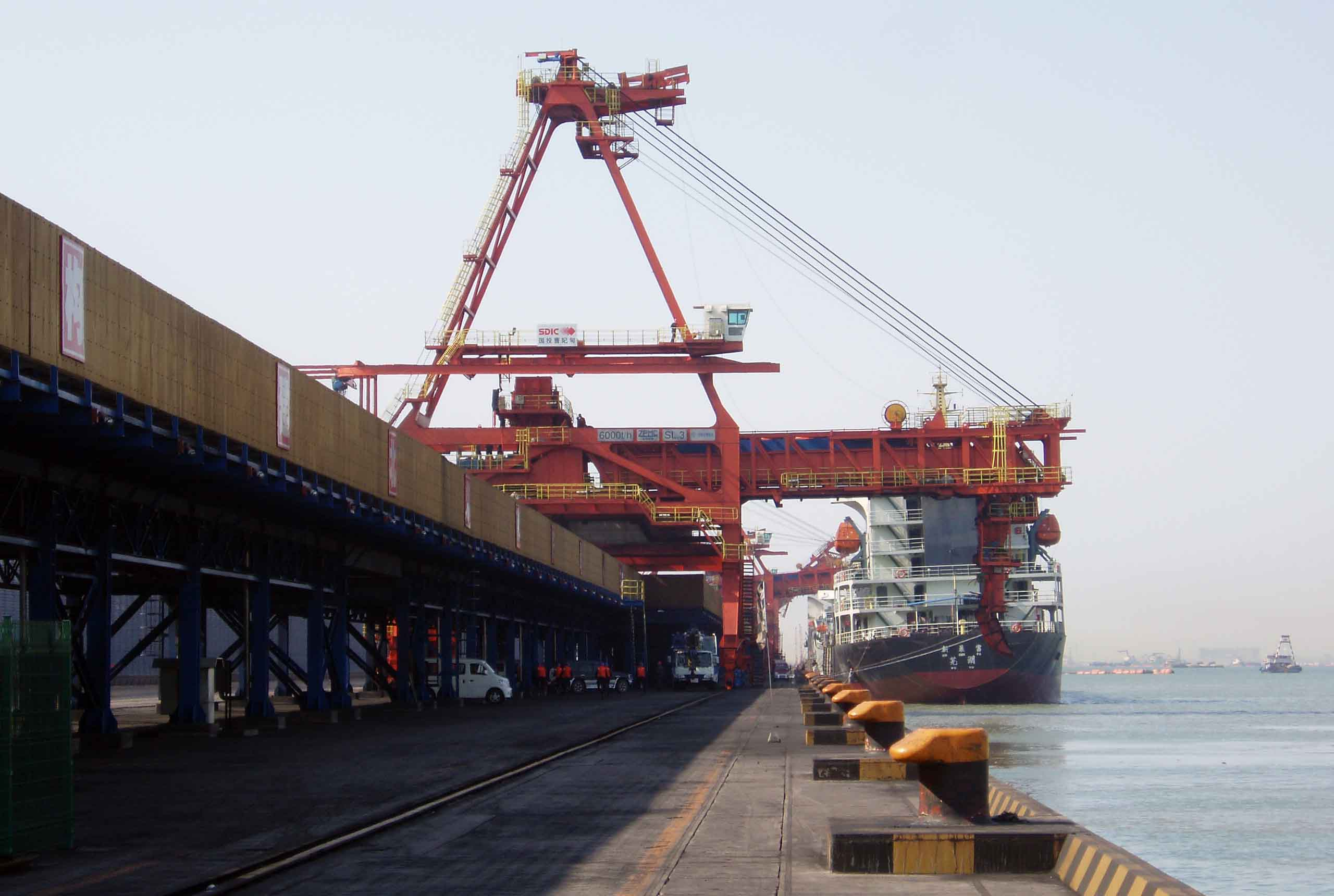
曹妃甸港

唐山は中国の東北地方と華東、華中、華南、西北、西南を連絡する交通の要衝に位置し、市内には西駅、北駅、南駅、貨物駅が設置されている。また旅客線以外にも、産出される石炭の輸送を目的に敷設された石炭専用線も存在している。
2013年には津秦旅客専用線が、2022年は京唐都市間鉄道が開業し、唐山駅から天津まで30分、北京まで約1時間となるなど、他都市からのアクセスが向上した。

### 高速道路
唐山は市街地を取り囲む環状高速道路が設置され、そこから各方面への高速道路が分岐している。
- 京瀋高速道路
- 唐津高速道路
- 唐承高速道路
- 唐山沿海高速

### 空路
唐山には唐山空港が存在し、上海、広州、西安など中国の主要都市と連絡されている。また北京首都国際空港・天津浜海国際空港とは、それぞれ120分・90分で連絡される。

### 海路
渤海湾沿岸部には京唐港および曹妃甸港が設置されている。曹妃甸港は年間荷扱量5億トンの中国最大の深水港を目指して現在建設中で一部が稼動中である。京唐港は北京市と唐山市が協力して建設した港湾施設であり、年間の荷扱い量は1億トンである。

## 古跡・観光地
- 清東陵（明・清王朝の皇帝墓群）

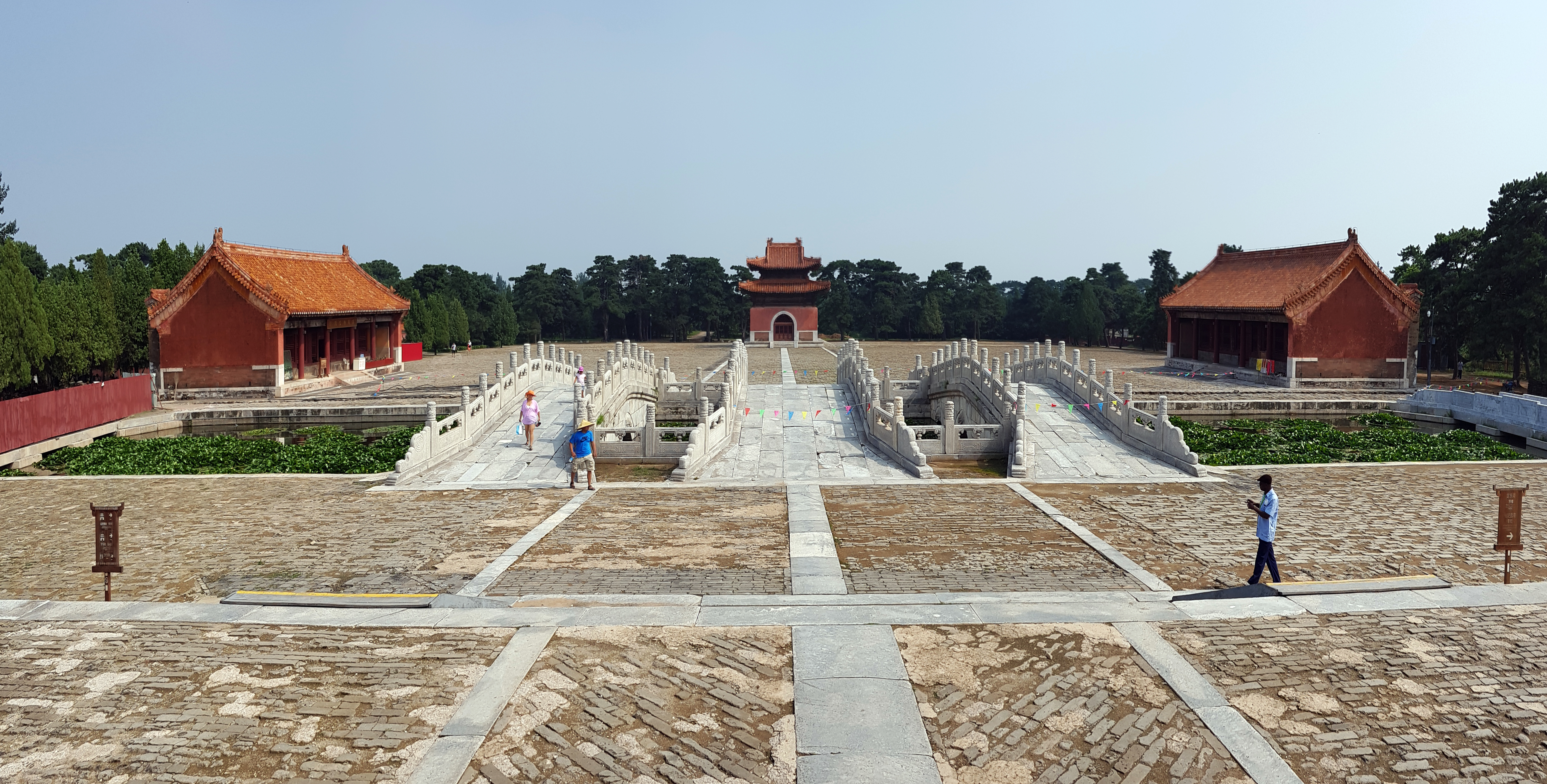
清東陵（遵化市）

- 万里の長城 - 建築当時の姿が保たれている。
- 青山関 - 遷西県の北部に位置する万里の長城における関の一つ。
- 景忠山
- 唐山西寨遺跡
- 石臼坨島
- 李大釗記念館

## 伝統文化
- 「皮影」
- 「評劇」

## 出身者
- 伯夷・叔斉
- 成兆才
- 李大釗

## 姉妹都市
- 日本山形県酒田市　（同じ1976年に大火災（酒田大火）、大地震（唐山地震）を経験し復興した縁による。）